# Praça da Liberdade
Pour les articles homonymes, voir Place de la Liberté.

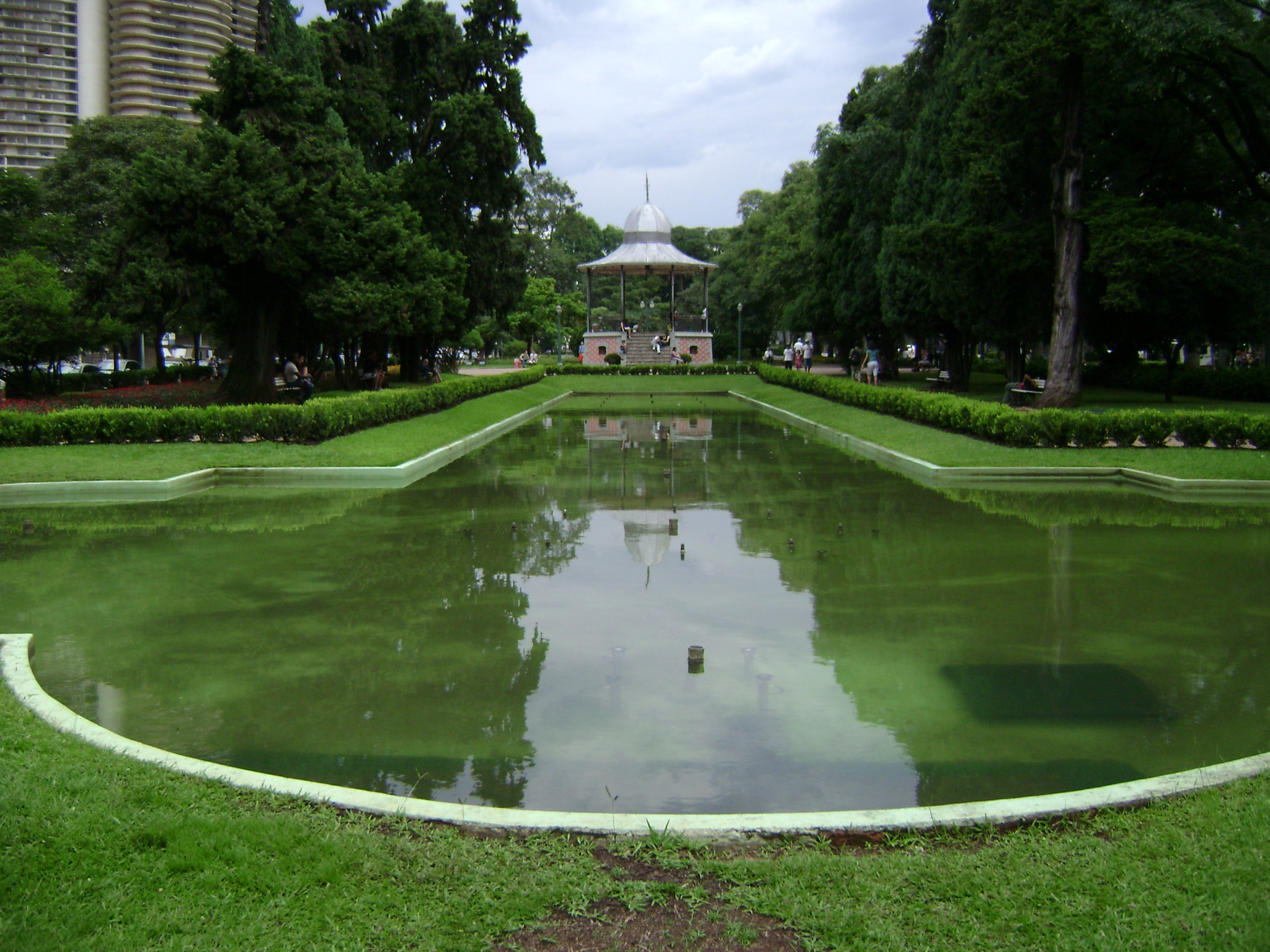
La Praça da Liberdade.

La Praça da Liberdade (Place de la Liberté) est une place publique de Belo Horizonte, au Brésil. 

## Situation et accès
Elle se situe dans le centre-ville, dans le quartier de Savassi.